# Hôtel des Monnaies de Cluny

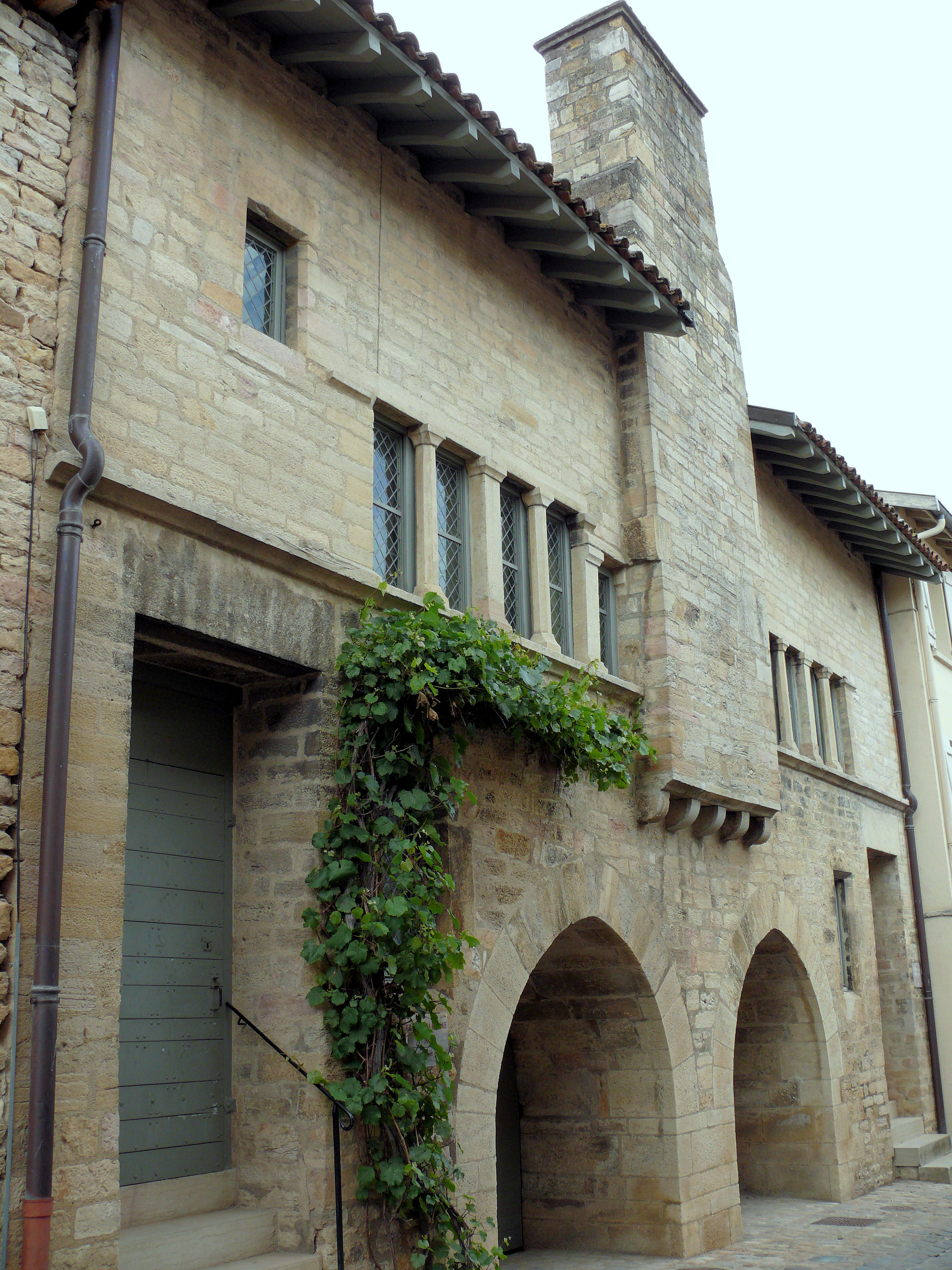
Südseite, Straßenfassade

Das Hôtel des Monnaies ist ein romanisches Saalhaus in der französischen Gemeinde Cluny. Es stammt aus der ersten Hälfte des 13. Jahrhunderts und liegt bei der Adresse 6 Rue d’Avril. Es ist seit 1958 als Monument historique klassifiziert.

## Architektur
Der traufständige Doppelsaalbau ist zweigeschossig und besitzt eine weitgehend achsensymmetrische Fassade, die vollständig erhalten ist. In der Mitte der Fassade ist ein markanter Kamin vorhanden, der an beiden Seiten von frühgotischen Fensterbändern eingerahmt wird und weit über die Traufe hinausragt. Im Erdgeschoss besitzt das Gebäude zwei Arkaden.

## Geschichte
Das Gebäude wurde zwischen ca. 1210 und 1250 erbaut.
1958 wurde es als Monument historique klassifiziert.